# 2962 Otto
2962 Otto је астероид главног астероидног појаса са средњом удаљеношћу од Сунца која износи 2,567 астрономских јединица (АЈ).
Апсолутна магнитуда астероида је 11,3.